# Ein Glas Wasser (1977)
Ein Glas Wasser ist ein deutscher Fernsehfilm aus dem Jahr 1977. Unter der Regie von Wolfgang Glück spielen O. W. Fischer, Susanne Uhlen und Maria Becker die Hauptrollen. Die Produktion beruht auf dem nahezu gleichnamigen Bühnenstück des französischen Dramatikers Eugène Scribe.

## Handlung
London im Jahre 1710 zur Zeit des Spanischen Erbfolgekrieges. Die noch junge und unerfahrene Königin Anna von England ist eine schwache Regentin, die sich von Lady Churchill leicht beeinflussen lässt. Mit ihren Intrigen beabsichtigt die Herzogin, ihren Gatten, den kriegerischen Marschall von Marlborough, in einem guten Licht erscheinen zu lassen. Der adelige jedoch ziemlich verschuldete Journalist Henry St. John, ein Anführer der politischen Opposition, wiederum möchte nicht weniger, als den Krieg mit Frankreich schnellstmöglich beenden. Dementsprechend versucht er Queen Anna unter seinen Einfluss zu bekommen. St. John, dem Alkohol und Liebschaften nicht abgeneigt, kommt durch eine Erbschaft später an den Titel eines Lord Bolingbroke.
Die eitle und ehrgeizige Lady Churchill hat eine Schwachstelle: Sie ist Liebschaften mit attraktiven, jungen Männern nicht abgeneigt. Sie protegiert den schmucken Landadligen Arthur Masham und befördert ihn kurzerhand zum Fähnrich der Garde. Aber Henry St. John durchschaut den herzoglichen Plan. Mashams Herzdame heißt Abigail, eine Verkäuferin in einem Juweliergeschäft. Sie will Henry als Hebel benutzen, um die Herzogin von Marlborough auszubooten. Dank Bolingbrokes Einsatz erhält Abigail eine Stellung bei der Königin, was bedeutet, dass der neue Lord nun immer mehr an Einfluss bei der Queen gewinnt. Über Abigail erfährt er, dass auch Königin Anna Interesse an dem hübschen Masham hat. Als Zeichen eines geplanten Rendezvous will sie bei einer Feier von Masham ein Glas Wasser erbitten. Bei dieser Gelegenheit eröffnet Henry der Herzogin, dass sie eine Rivalin habe, sagt aber nicht, um wen es sich dabei handelt. Bolingbroke plant mit diesem Schachzug, die Herzogin zu Fehlern zu verleiten und sie gegen die Königin auszuspielen. 
Die Dinge verlaufen so, wie sie Lord Bolingbroke plante. Lady Churchill verliert bei einem Eifersuchtsanfall die Nerven, als sie erfahren muss, dass ausgerechnet die junge Monarchin ihre Konkurrentin um die Gunst Mashams ist. Daraufhin wird sie aus Annas Diensten entlassen. Als Lady Churchill mit ein paar Hofdamen die Königin bei einem nächtlichen Rendezvous mit Masham überrascht scheint die Herzogin noch einmal gute Karten zu besitzen, die Queen unter Druck zu setzen. Doch auch diese Konstellation ist ganz im Sinne Lord Bolingbrokes. Augenblicklich taucht er wie aus dem Nichts auf und „rettet“ die Königin durch eine Notlüge. Anna hat sich dadurch Bolingbroke ausgeliefert und sieht sich in seiner Schuld. Dank dieses Schachzugs übernimmt der gewiefte Strippenzieher Lady Churchills Rolle als königlicher Berater in allen politischen Fragen. Die Herzogin von Marlborough muss sich zurückziehen, und ihr kriegsbesessener Gatte verliert gleichsam sein Amt. Henry St. John hat es geschafft: Mit seinen Intrigen ist er vom verarmten Journalisten zum neuen Premierminister Großbritanniens aufgestiegen. Mit diesem Amt im Rücken kann Lord Bolingbroke endlich die lang ersehnten Friedensverhandlungen mit Frankreich einleiten.

## Produktionsnotizen
Ein Glas Wasser entstand 1976 und wurde im ZDF am Sonntag, dem 16. Januar 1977 um 20 Uhr 15 zum ersten Mal ausgestrahlt.
Die umfangreichen Filmbauten entwarf Gerd Krauss.

## Kritik
„Respektlos-ironische Komödie um Intrigen und Ränke an englischen Hof Anfang des 18. Jahrhunderts.“

## Einzelnachweis
1. ↑  Dorin Popa: O. W. Fischer. Seine Filme – sein Leben. Herausgeber: Bernhard Matt. Heyne Verlag, München 1989. S. 225